# Love in the Key of C
Love in the Key of C is een nummer van de Amerikaanse zangeres Belinda Carlisle uit 1996. Het is de derde single van haar zesde studioalbum A Woman & a Man.
De single flopte in Carlisle's thuisland Amerika, maar werd wel een hit in het Verenigd Koninkrijk. Daar bereikte het een bescheiden 20e positie. Hiermee was het ook de laatste top 20-hit die Carlisle had.

## Tracklijst

### CD 1
1. "Love in the Key of C"
2. "Kneel at Your Feet"
3. "In Too Deep (Live acoustische versie)
4. "Circle in the Sand (Live acoustische versie)

### CD 2
1. "Love in the Key of C"
2. "Too Much Water" (Demoversie)
3. "Watcha Doin' to Me" (Demoversie)
4. "Don't Cry" (Demoversie)